# Card beneit
El card beneit o card sant (Cnicus benedictus) és una planta amb flor de la família de les asteràcies. És l'única espècie del gènere Cnicus. El terme «Cnicus» pareix derivar d'un vocable grec que significa punxar i que es refereix a les espines d'aquesta planta. Es diu que el terme beneït li va ser atorgat per les seves virtuts medicinals per curar les pestes i plagues que varen envair Europa a l'edat mitjana. El nom popular de sant o beneït prové de la gran quantitat de propietats medicinals i sobretot a causa dels seus efectes contra la pesta a l'edat mitjana contra aquesta malaltia. En el segle xv se li va donar com a medicina a l'emperador Frederic III d'Alemanya, que patia forts mals de cap.

## Morfologia

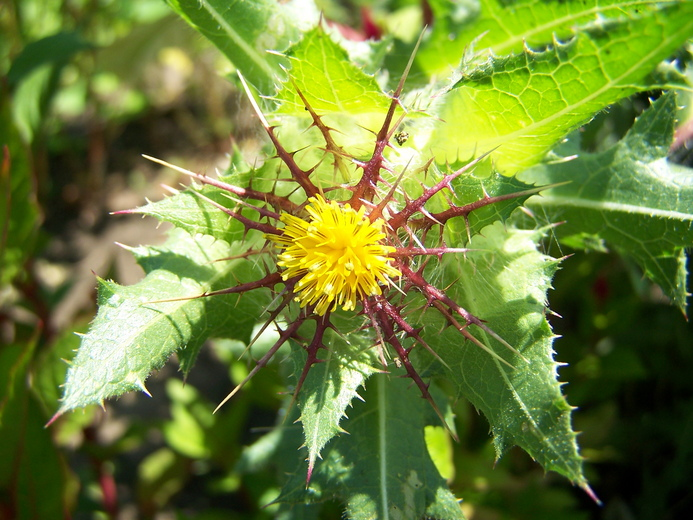
Cnicus benedictus

L'involucre està rodejat de distintes espines i de fulles pubescents. La seva mida varia de 20 a 70 centímetres. L'arrel és fibrosa i de color blanc. La tija és molt ramificada, angulosa, una mica vermellosa, arrodonida i pot arribar a fer fins a 70 cm d'altura. Les fulles són de color verd clar, molt grans, amplèxiques, sinuoses, una mica decurrents, gairebé senceres, pinnades i estan més o menys cobertes d'una pelussa llanosa. Les vores presenten petites dents espinoses. Les fulles superiors són sèssils, mentre que les inferiors presenten pecíol. Pel revés s'observen les nervacions de color blanc.
La flor és petita, hermafrodita o de vegades funcionalment unisexual o estèril, actinomorfa o zigomorfa, pentàmera, gamopètala.
Es distingeixen dues subfamílies, que de vegades són tractades com a famílies independents. Les flors, que apareixen al juny, són de color groc pàl·lid solitàries i tubulars, i neixen en capítols terminals d'uns 3 cm de diàmetre, amb nombroses bràctees espinoses. Els talls, color morat està cobert de pubescències, més o menys llargues, blanques fins a 0,5 mm.
Inflorescències en capítol, envoltat per un involucre de bràctees; de vegades existeixen en el receptacle escates de naturalesa bracteal. Els capítols al seu torn poden agrupar-se en inflorescències compostes diverses. Calze nul o format per pubescències simples, plomosos o setiformes, per escates o per una petita corona membranàcia. La corol·la pot ser tubular amb 4-5 lòbuls (flòscul), tubular bilabiada, o ligulada, amb el tub curt i el limbe perllongat lateralment en una lígula amb 3 o 5 dents. Androceu de 5 estaments, normalment sinantèria (amb les anteres concrescents). Gineceu ínfer, bicarpel·lar, amb l'ovari unilocular, amb 1 primordi seminal, amb un estil i amb 2 estigmes.
El fruit és un aqueni longitudinal, cilíndric i regularment estriat. Sovint coronat pel calze acrescent (denominat vil·là), que actua com òrgan de disseminació anemocora.

## Ecologia

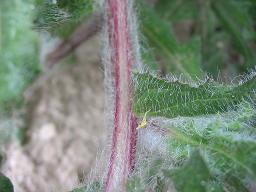
Detall de la tija

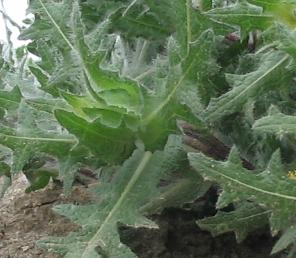
Detall de les fulles

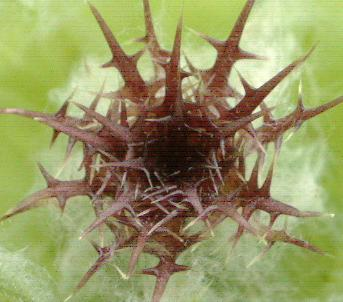
Detall de les lígules

Es distribueix per tota Euràsia. Ocasionalment és present també a Amèrica del Nord, així com en Xile i Argentina. Propi de "ribazos" i "linderos" en terrenys secs. És una planta anual present a bona part d'Europa.

## Farmacologia
En dosis excessives pot causar irritació de la mucosa digestiva i vòmits. Les parts utilitzades són les tiges, les fulles i les flors.
Planta amb propietats tòniques, diaforètiques (sudorífica) i emmenagogues. Sistema digestiu: s'utilitza en cas de pèrdua de l'apetit, flatulències, dispèpsia, restrenyiment, atonia de l'estómac i digestió difícil, usualment en combinació amb altres plantes.
Així mateix, és un bon complement en el tractament d'úlceres gastrointestinals i hemorroides. Malalties infeccioses: la cnicina exerceix un efecte antibiòtic, actiu sobre els gèrmens Gram, especialment els del tipus Brucella, Shigella i Escherichia coli. La cnicina té efecte antitumoral i antidiabètic. El Cnicus benedictus s'utilitza per a l'eliminació de toxines i té una activitat antibacteriana.

## Gastronomia
En Turquia, a la Regió de l'Egeu, es fa un estofat de card beneit amb carn d'ovella, i s'anomena şevketibostan en turc.